# The Anthology
『The Anthology』（ジ・アンソロジー）は、ZEEBRAのベスト・アルバム。

## 解説
自身の活動20周年を記念してリリースされたベスト・アルバム。ビデオ・クリップ集『The Clips 〜Complete Collection〜』と同時発表。
DISC1〜DISC2は、1stシングル「真っ昼間」から16th「Bushido」までに発売された楽曲の中から選曲された楽曲が、DISC3には、他アーティストとのコラボレーション楽曲やキングギドラの楽曲が収録されている。
「STAND UP ! MAGAZINE 」と名付けられた、全74Pに及ぶ歌詞付きのブックレットは、20周年記念スペシャル対談の他、秘蔵写真などが連載されている。2008年生産限定盤にはポスター&アニメーション・スリーブ付である。アニメーション・スリーブは、ジャケットの縦縞の透明スリーヴを動かすことで中央のZEEBRAの顔が過去～現在に変化するというもの。
公式サイトでは20年間の活動を振り返る動画インタビューが公開された。
本作を携えてZEEBRA初の日本武道館公演である『ZEEBRA 20th ANNIVERSARY THE LIVE ANIMAL in 武道館』を開催した。

## 収録曲

### DISC1
1. 真っ昼間
2. Original Rhyme Animal
3. 未来への鍵 feat.AKEEM DA MANAGOO
4. Parteechecka (Bright Light Mix)
5. ZEUS 2000
6. MR.DYNAMITE
7. PLAYER'S DELIGHT (ZBR-5000 mix) featuring TWIGY and DEV-LARGE
8. The Untouchable
9. CHILDREN'S STORY
10. プラチナム・デート featuring DOUBLE
11. 城南ハスラー
12. 結婚の理想と現実
13. Neva Enuff featuring AKTION
14. BABY GIRL

-Bonus Track-
1. Jackin' 4 Beats
新曲。1990年代中期から2000年代前半の日本のヒップホップのトラックから厳選された10曲[注 2]をサンプリングし、8小節ずつつなぎ1曲にし、それにZeebraがオリジナルのリリックを乗せたもの。それぞれサンプリング元の楽曲のフレーズや韻も一部分引用している。東京都の渋谷区宇田川町を中心に撮影されたミュージック・ビデオも制作され、総勢30名以上のヒップホップ・アーティストが参加した[2][7]。
この楽曲の制作についてZeebraはさんピンCAMPの空気感を甦らせたかったと述べており、「当時のシーンは"ONE FOR ALL, ALL FOR ONE"という精神が凄くあったと思うけど、いろんなトラックを一つにまとめることによって、そういう感覚を取り戻したかった。」と語っている[8][9]。

### DISC2
1. BIG BIG MONEY feat. HIRO
2. SUPATECH (what's my name?)
3. Perfect Queen
4. Touch the sky
5. burnitup feat.FIRE BALL
6. GOLDEN MIC(REMIX) feat. KASHI DA HANDSOME,AI,童子-T,般若
7. Street Dreams
8. Wildin'
9. Oh Yeah
10. Escape feat.Full Of Harmony
11. Let's Get It Started feat.Swizz Beatz
12. Do What U Gotta Do feat.AI,安室奈美恵 & Mummy-D
13. Top Of The World
14. Stop Playin' A Wall
15. My People feat. 加藤ミリヤ
16. Not Your Boyfriend feat. JESSE(RIZE)
17. Shinin' Like A Diamond feat.Sphere of Influence & May J.
18. Last Song
19. Bushido

### DISC3
1. 証言 / LAMP EYE featuring RINO, YOU THE ROCK★, G.K.MARYAN, ZEEBRA,TWIGY, GAMA,DEV-LARGE]
2. 今すぐ欲しい / Sugar Soul
3. Siva 1999 / sugar soul
4. DANCEHALL CHECKER (LONG MIX) feat. PUSHIM, BOY-KEN, ZEEBRA, YOU THE ROCK★, TWIGY, SUGAR SOUL, SHIBA-YANKEE, DEV LARGE, RINO
5. CHANCE feat. ZEEBRA / UNITED NATIONS
6. MASTERMIND feat. ZEEBRA & MUMMY-D / DJ HASEBE
7. 24/7-club mix featuring ZEEBRA- / DREAMS COME TRUE
8. NO PAIN NO GAIN feat. MACCHO & ZEEBRA / DJ PMX
9. GOOD LIFE feat. FIRSTKLAS / SUITE CHIC
10. Girlfriends feat. ZEEBRA / HI-D
11. World Is Yours feat. ZEEBRA / DABO

-Bonus Track-
1. 未確認飛行物体接近中（急接近Mix） / キングギドラ
2. 行方不明 / キングギドラ
3. 911 (Original Version) / キングギドラ
4. Inner City Groove (Original Version) / T.O.P. RANKAZ